# Museo della satira e della caricatura
Il Museo della satira e della caricatura è un museo di Forte dei Marmi, attualmente chiuso, che si trova all'interno del forte Leopoldo I, o Forte Lorenese.
Il museo si propone di raccogliere materiale relativo alla storia della satira e della caricatura mondiali anche se è nato a partire dalle opere presentate al premio Satira politica, istituito nel 1973 . Le opere presentate al premio costituiscono tuttora il principale materiale della raccolta.

## Collezione
Nel museo sono conservate ed esposte le opere di Angiolo Tricca, Primo Sinopico, Piero Bernardini, Giovanni Mosca, Bepi Fabiano, Giovanni Manca, Michele Majorana, Albert (Rino Albertarelli), Giaci Mondaini, Mario Bazzi, Filiberto Scarpelli, Carlo Bisi, Golia (Eugenio Colmo), Carletto Manzoni, Ang (Bruno Angoletta), Gino Baldo, Lamb. Giorgio Veccia, Barbariccia, Walter Molino, Ugo De Vargas, George Cruikshank, Melchiorre Delfico, Solatium, Carlo Gripp, Castello, Mippia Fucini, Lorenzo Viani, Uberto Bonetti, Enrico Sacchetti.
Nella biblioteca sono conservate le collezioni di alcune testate e riviste storiche, datate tra Otto e Novecento: 
Italiane
- Il 420,
- L'Asino,
- L'Attaccabottoni,
- Il becco giallo,
- La Burrasca,
- La Ghirba,
- Il Guerin Meschino,
- Italia ride,
- Il Lampione,
- Ma chi è?,
- Marc'Aurelio,
- Marforio,
- Numero,
- L'Orlando,
- Il Pupazzetto,
- Il Riso,
- Lo Spirito Folletto,
- La Tradotta,
- Il travaso delle idee,
- Verde e Azzurro.

Straniere
- L'Assiette au beurre,
- La Baionette,
- Beiblatt Des Simplicissimus,
- Le Charivari,
- Journal amusant,
- Petit journal pour rire,
- Punch,
- Le Rire,
- Simplicissimus.